# Nazionale maschile di pallavolo di Taipei cinese
La nazionale maschile di pallavolo di Taipei cinese è una squadra asiatica e oceaniana composta dai migliori giocatori di pallavolo di Taipei cinese ed è posta sotto l'egida della Federazione pallavolistica di Taipei cinese.

## Rosa
Segue la rosa dei giocatori convocati per l'AVC Challenge Cup 2024.
| N° | Nome            | Ruolo | Data di nascita  | Squadra |
| -- | --------------- | ----- | ---------------- | ------- |
| 1  | Chang Hao-po    | S     | 29 giugno 2005   | -       |
| 2  | Chang Min-quan  | C     | 10 marzo 2006    | -       |
| 3  | Pan Yi-jung     | S     | 24 luglio 2006   | -       |
| 5  | Chine Yu-chen   | L     | 15 aprile 2006   | -       |
| 6  | Lo Wen-feng     | O     | 7 febbraio 2006  | -       |
| 7  | Lin Ting-wei    | O     | 8 maggio 2006    | -       |
| 8  | Jheng Wei-khih  | S     | 4 agosto 2005    | -       |
| 10 | Lin Yu-ting     | P     | 12 ottobre 2005  | -       |
| 11 | Chen You-cheng  | L     | 11 luglio 2005   | Conti   |
| 13 | Lin Zhi-chuan   | C     | 20 gennaio 2006  | -       |
| 14 | Pan Po-chen     | S     | 18 ottobre 2006  | -       |
| 15 | Pi Tsung-yuan   | C     | 23 giugno 2006   | -       |
| 18 | Chang Ting-han  | O     | 25 ottobre 2005  | -       |
| 20 | Jhang You-sheng | P     | 17 dicembre 2005 | -       |

## Risultati

### Competizioni FIVB
| 1949 | non qualificata | -            |
| 1952 | non qualificata | -            |
| 1956 | non qualificata | -            |
| 1960 | non qualificata | -            |
| 1962 | non qualificata | -            |
| 1966 | non qualificata | -            |
| 1970 | non qualificata | -            |
| 1974 | non qualificata | -            |
| 1978 | non qualificata | -            |
| 1982 | non qualificata | -            |
| 1986 | 15º posto       | Convocazioni |
| 1990 | non qualificata | -            |
| 1994 | non qualificata | -            |
| 1998 | non qualificata | -            |
| 2002 | non qualificata | -            |
| 2006 | non qualificata | -            |
| 2010 | non qualificata | -            |
| 2014 | non qualificata | -            |
| 2018 | non qualificata | -            |
| 2022 | non qualificata | -            |

### Competizioni AVC
| 1975 | non qualificata | -            |
| 1979 | non qualificata | -            |
| 1983 | 4º posto        | Convocazioni |
| 1987 | 6º posto        | Convocazioni |
| 1989 | 9º posto        | Convocazioni |
| 1991 | 5º posto        | Convocazioni |
| 1993 | 10º posto       | Convocazioni |
| 1995 | 6º posto        | Convocazioni |
| 1997 | 4º posto        | Convocazioni |
| 1999 | 7º posto        | Convocazioni |
| 2001 | 6º posto        | Convocazioni |
| 2003 | 9º posto        | Convocazioni |
| 2005 | 13º posto       | Convocazioni |
| 2007 | 8º posto        | Convocazioni |
| 2009 | 8º posto        | Convocazioni |
| 2011 | 13º posto       | Convocazioni |
| 2013 | 9º posto        | Convocazioni |
| 2015 | 6º posto        | Convocazioni |
| 2017 | 7º posto        | Convocazioni |
| 2019 | 5º posto        | Convocazioni |
| 2021 | 4º posto        | Convocazioni |
| 2023 | 6º posto        | Convocazioni |

| 2008 | 8º posto        | Convocazioni |
| 2010 | 4º posto        | Convocazioni |
| 2012 | non qualificata | -            |
| 2014 | non qualificata | -            |
| 2016 | 4º posto        | Convocazioni |
| 2018 | 4º posto        | Convocazioni |
| 2022 | 9º posto        | Convocazioni |

| 2018 | non qualificata | -            |
| 2022 | non qualificata | -            |
| 2023 | 9º posto        | Convocazioni |
| 2024 | 12º posto       | Convocazioni |
| 2025 | 7º posto        | Convocazioni |

### Competizioni estinte
| 1990 | non qualificata | -            |
| 1991 | non qualificata | -            |
| 1992 | non qualificata | -            |
| 1993 | non qualificata | -            |
| 1994 | non qualificata | -            |
| 1995 | non qualificata | -            |
| 1996 | non qualificata | -            |
| 1997 | non qualificata | -            |
| 1998 | non qualificata | -            |
| 1999 | non qualificata | -            |
| 2000 | non qualificata | -            |
| 2001 | non qualificata | -            |
| 2002 | non qualificata | -            |
| 2003 | non qualificata | -            |
| 2004 | non qualificata | -            |
| 2005 | non qualificata | -            |
| 2006 | non qualificata | -            |
| 2007 | non qualificata | -            |
| 2008 | non qualificata | -            |
| 2009 | non qualificata | -            |
| 2010 | non qualificata | -            |
| 2011 | non qualificata | -            |
| 2012 | non qualificata | -            |
| 2013 | non qualificata | -            |
| 2014 | non qualificata | -            |
| 2015 | non qualificata | -            |
| 2016 | 28º posto       | Convocazioni |
| 2017 | 33º posto       | Convocazioni |